# Barbara őrnagy
A Barbara őrnagy (eredeti cím: Major Barbara) George Bernard Shaw Nobel-díjas ír drámaíró 1905-ös színdarabja. Fordította: Ottlik Géza.
A komédia nemegyszer dialógusokban kifejtett társadalomtudományi tanulmánnyá szélesül, amelyet rendszerint az abszurd helyzet tesz mégis izgalmasan színpadképessé. A Barbara őrnagy-ban az elméleti viták messze túlszárnyalják a cselekményhordozó dialógusokat. Ezekből a vitákból azonban az derül ki, hogy az ágyúgyárosokat hangosan kárhoztató Üdvhadsereg ugyanazt a politikai célt szolgálja, sőt maguknak az ágyúgyárosok tartják fenn. A már-már a hajdani hitvitázó drámák disputáit idéző vígjáték legokosabb alakja a cinikus ágyúgyáros, míg ellenfelei igen naiv emberek, akiket különböző, de célnak megfelelő eszmékkel táplálnak, hogy ellenségüket szolgálják... azaz, végül is az derül ki, hogy ezek nem is ellenségei egymásnak, hanem közös ellenségei az emberiségnek, tekintet nélkül, hogy ki mit is gondol magáról.
Magyar nyelven először az Athenaeum Irodalmi és Nyomdai Részvénytársulat Kiadásában jelent meg a mű, Hevesi Sándor fordításában, 1920-ban. A darabot Magyarországon először 1937. november 27.-én mutatták be a Művész Színházban. Az előadást Bárdos Artúr rendezte, a főbb szerepeket Szende Mária; Szilassy László; Góth Sándor; Nagy György alakították.

## Magyarul
- Barbara őrnagy; ford., bev. Hevesi Sándor; Athenaeum, Budapest, 1920 (Híres könyvek)
- Öt színdarab; ford. Ottlik Géza, Réz Ádám, bev. Háy Gyula; Szépirodalmi, Budapest, 1952
  - Barbara őrnagy
  - Fanny első színdarabja
  - Szerelmi házasság
  - Warrenné mestersége
  - Szent Johanna